# Douglas Vieira
Douglas Eduardo Vieira (* 17. Juni 1960 in Londrina) ist ein ehemaliger brasilianischer Judoka. Er war Olympiazweiter 1984.
Der nur 1,70 m große Vieira kämpfte im Halbschwergewicht, der Gewichtsklasse bis 95 Kilogramm. Bei den Panamerikanischen Meisterschaften 1984 in Mexiko-Stadt gewann er die Silbermedaille hinter dem Kubaner Isaac Azcuy. Bei den Olympischen Spielen 1984 in Los Angeles bezwang er den Spanier Alberto Rubio und den Senegalesen Abdoulkhadre Daffe. Im Viertelfinale siegte er über den Italiener Yuri Fazi und im Halbfinale über den Isländer Bjarni Friðriksson jeweils mit einer Yuko-Wertung. Auch das Finale gegen den Südkoreaner Ha Hyung-joo ging über die volle Kampfzeit, Ha gewann durch Schiedsrichterentscheid (Yusei-Gachi).
1985 schied Vieira bei den Weltmeisterschaften in Seoul in der ersten Runde gegen den Niederländer Theo Meijer aus. Er gewann bis 1993 noch einige Medaillen bei internationalen Turnieren, nahm aber nicht mehr an großen internationalen Meisterschaften teil.